# Мовчан, Василий Архипович
Василий Архипович Мовча́н (1903—1964) — советский украинский зоолог-ихтиолог.

## Биография
Родился 4 января 1903 года в Немороже (ныне Звенигородский район, Черкасская область, Украина).
В 1929 году окончил Киевский ветеринарно-зоотехнический институт. В 1930—1941 годах занимал должность директора научно-исследовательского института прудового рыбного хозяйства в Киеве. В 1941—1943 годах являлся профессором рыбного института в Свердловске. В 1949 году занимает должность заведующего отделом института гидробиологии АН УССР, одновременно с этим в 1945—1955 годах заведовал кафедрой КГУ имени Т. Г. Шевченко.
Член-корреспондент АН УССР (1951—1964), член-корреспондент ВАСХНИЛ (1955—1964).
Умер 2 августа 1964 года в Киеве. Похоронен на Байковом кладбище.

## Научные работы
Основные научные работы посвящены проблемам современной ихтиологии и прудового рыбоводства.
- Разработал метод интенсификации прудового рыбного хозяйства.

## Научные труды и литература
Василий Мовчан — автор свыше 200 научных работ, в т.ч 28 книг и брошюр и 5 монографий. Василий Архипович имеет также три свидетельства на изобретения.
- 1953 — О внутривидовых отношениях у рыб.
- 1958 — Интенсификация прудовых рыбоводных хозяйств.
- 1959 — Меры борьбы с болезнями прудовых рыб.
- 1961 — Витаминный корм для прудовых рыб.
- 1966 — Жизнь рыб и их разведение (посмертная публикация).

## Награды и премии
- премия Совета Министров СССР (1948)
- Сталинская премия второй степени (1949) — за многолетние работы по изучению биологии карпа, обобщённые в труде «Экологические основы интенсификации роста карпа» (1948)
- орден Трудового Красного Знамени (1963)
- шесть медалей СССР и ВСХВ.
- Почётная грамота ВСХВ